# Samenstelling van De Nationale Assemblée in 1985
Samenstelling van De Nationale Assemblée in 1985
De Surinaamse parlementsverkiezingen van 27 maart 1980 gingen niet door na de staatsgreep op 25 februari van dat jaar (zie Sergeantencoup). In januari 1985 werden, als stap naar het herstel van de democratie, 31 personen geïnstalleerd als lid van De Nationale Assemblée (DNA). Daarvan werden er 14 aangewezen door de militairen, 11 door de vakbonden en 6 door het bedrijfsleven. Een belangrijke taak voor hen zou worden het opstellen van een nieuwe grondwet ter vervanging van de grondwet uit 1975.
Aangewezen door de militairen
- luitenant Chas Mijnals (voormalig lid Nationale Militaire Raad)
- Jane Wijdenbosch
- Yvonne Baal (bestuurslid van de Anton de Kom-Universiteit)
- O. Bruyne
- W. Lens
- T. Mahadewsing
- K.H. Mahadewsing
- S. Djaspang
- P. Sewdin
- H. Sonikromo
- R. Kersenhout
- J. Hermelijn
- Wilfried Roseval
- Ulrich Edward Aron

Op 31 januari 1986 verving mevrouw C. Polak Yvonne Baal en Frank Playfair de heer F. Mahadewsingh.
Aangewezen door de vakbonden
- H. Sanrochman (namens de Moederbond)
- E. Grep (namens de Moederbond)
- J. Pinas (namens de CLO)
- S. Ketwaroe (namens de CLO)
- mr. J. van Ritter (namens de PWO)
- A. Mans (namens de PWO)
- J. Kross (namens C-47)
- M. Wilson (namens C-47)
- R. Berghout, jeugdvertegenwoordiger
- I. Vreugd, vrouwenvertegenwoordiger
- J. Sital, Federatie Arme Landbouwers (FAL)

Aangewezen door het bedrijfsleven (Asfa)
- W. Ramdihal (industrieel)
- Irma Loemban Tobing-Klein (Asfa-adviseur)
- A. Naarden (ambtenaar)
- W. de Miranda (adviseur planbureau en secretaris Surinaamse sectie van de Commissie Ontwikkelingssamenwerking Nederland-Suriname)
- Eugène van der San (adjunct-directeur ministerie van binnenlandse zaken)
- D. Truideman (coördinatorsecretaris van de Asfa)

Op 5 mei 1986 verving R.E.R. Sewpersad W.A.D. de Miranda, G.E. van Dijk A.E. Naarden en A.R. Soeltaansingh Eugène van der San.
Voorzitter werd U.E. Aron en vicevoorzitter J. Pinas. 